# Jo van den Broek

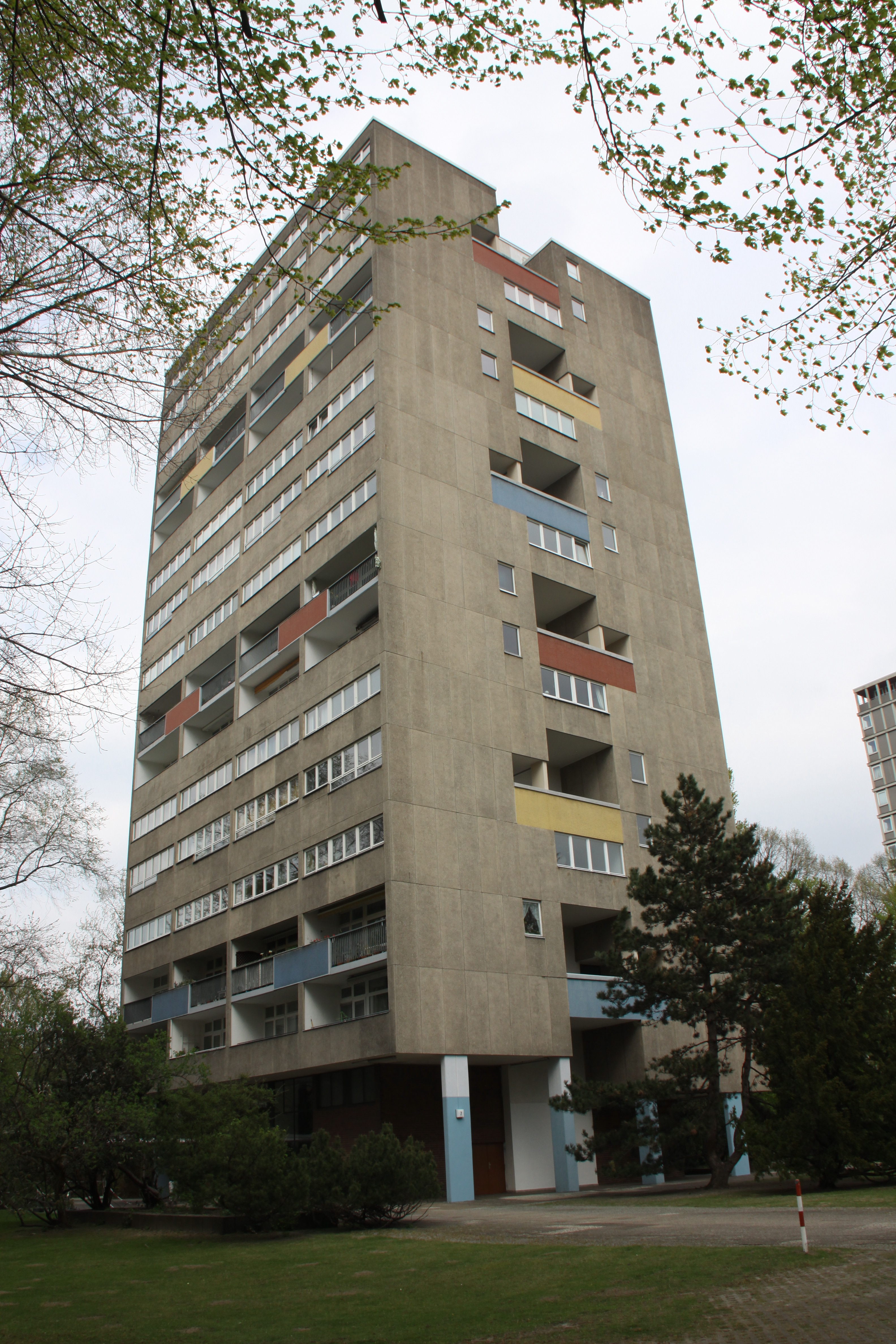
La torre de van den Broek i Bakema a Hansaviertel, Berlín. A la façana lateral s'aprecia el desplaçament de mig nivell entre la part dels apartaments que dona a una façana i l'oposada.

Johannes Hendrik ("Jo") van den Broek, (4 d'octubre 1898 – 6 de setembre 1978) fou un arquitecte modern holandès, que destacà per la seva participació en la reconstrucció de Rotterdam després de la Segona Guerra Mundial.
Van den Broek va néixer a Rotterdam. L'any 1936 es va associar amb Johannes Brinkman. El 1948 morí Brinkman, quan treballaven en l'edifici de la nova terminal de la línia de creuers Holland-America. Van den Broek proposà la col·laboració a Jaap Bakema. Dos anys més tard reanomenaren l'estudi van de Broek & Bakema.
Plegats van realitzar projectes d'edificis singulars i d'urbanisme a Rotterdam i arreu dels Països Baixos, i van participar l'any 1957 al projecte Interbau a Berlín. L'estudi encara existeix, amb el nom Broekbakema.